# 反萼银莲花
反萼银莲花（学名：Anemone reflexa）为毛茛科银莲花属的植物。分布在西伯利亚、朝鲜、欧洲以及中国大陆的陕西、吉林等地，生长于海拔840米至1,750米的地区，多生长于山地谷中灌丛下，目前尚未由人工引种栽培。